# Szokoli Mehmed
Szokoli Mehmed pasa vagy Szokolovics Mehmed pasa (törökül: Sokollu Mehmed Paşa, szerbül: Мехмед-паша Соколовић, horvátul: Mehmed-paša Sokolović; Szokolovics, Oszmán Birodalom (ma: Bosznia-Hercegovina), 1506 – Konstantinápoly, 1579. október 11.) I. Szulejmán és II. Szelim szultán nagyvezíre.

## Élete
Szokoli a devsirme-rendszeren keresztül – szerb származásúként – került az oszmán hadseregbe. 1546-ban a flotta admirálisa, néhány évvel később Rumélia kormányzója lett. Szelim és Bajazid trónharcokat vívtak. Szokoli vezette Szelim hadseregeit, és győzelmet aratott. 1562-ben feleségül vette Szelim leányát, Eszmehán szultánát.
1565-től 1579-ig, három szultánt szolgálva viselte a nagyvezír címet.
1566-ban, Nagy Szulejmán halála után ő folytatta Szigetvár ostromát, és nagy tiszteletet érzett Zrínyi Miklós iránt.
Szulejmán halála után a török birodalom fő terjeszkedési pontját a nyugat helyett inkább át kívánta helyezni a kelet felé, mely könnyebb prédának ígérkezett. A Fekete-tengeren túl az oroszok a Volga menti asztrahányi kánság leigázásával megszerezték a déli területeket. Mehmed előterjesztette tervét, hogy indítsanak támadást Oroszország ellen. A Don valamint Volga folyót csatornával összeköttetésbe kívánta hozni, hogy így könnyebb legyen a csapatok szállítása. 1568-ban egy török sereg elindult Asztrahánba, amelyet az oroszok hódítottak meg. Ám az oroszok az oszmán támadásoktól megvédték a várost, és a csatorna építését is meghiúsították. Mehmed végül letett az oroszországi terjeszkedésről. Ebben az időszakban, 1571-ben foglalta el az Oszmán Birodalom Ciprust.
Szelim szultán halála után Szokoli Mehmedet minden hatalmától megfosztották. 1579-ben gyanús körülmények között elhunyt, valószínűleg meggyilkolták.

## Galéria

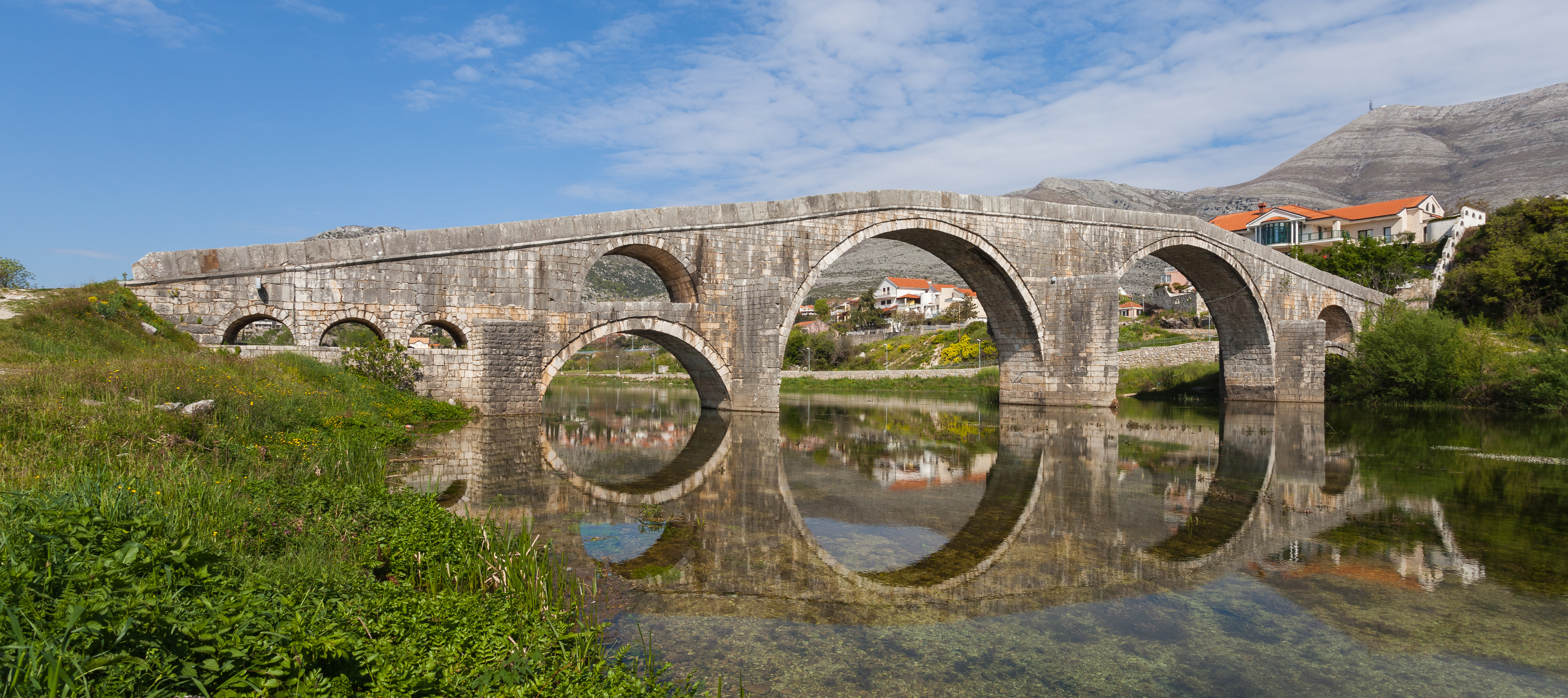
Az Arslanagić híd Bosznia-Hercegovinában, Trebinje városában. Eredetileg 1574-ben Szokoli Mehmed pasa építtette
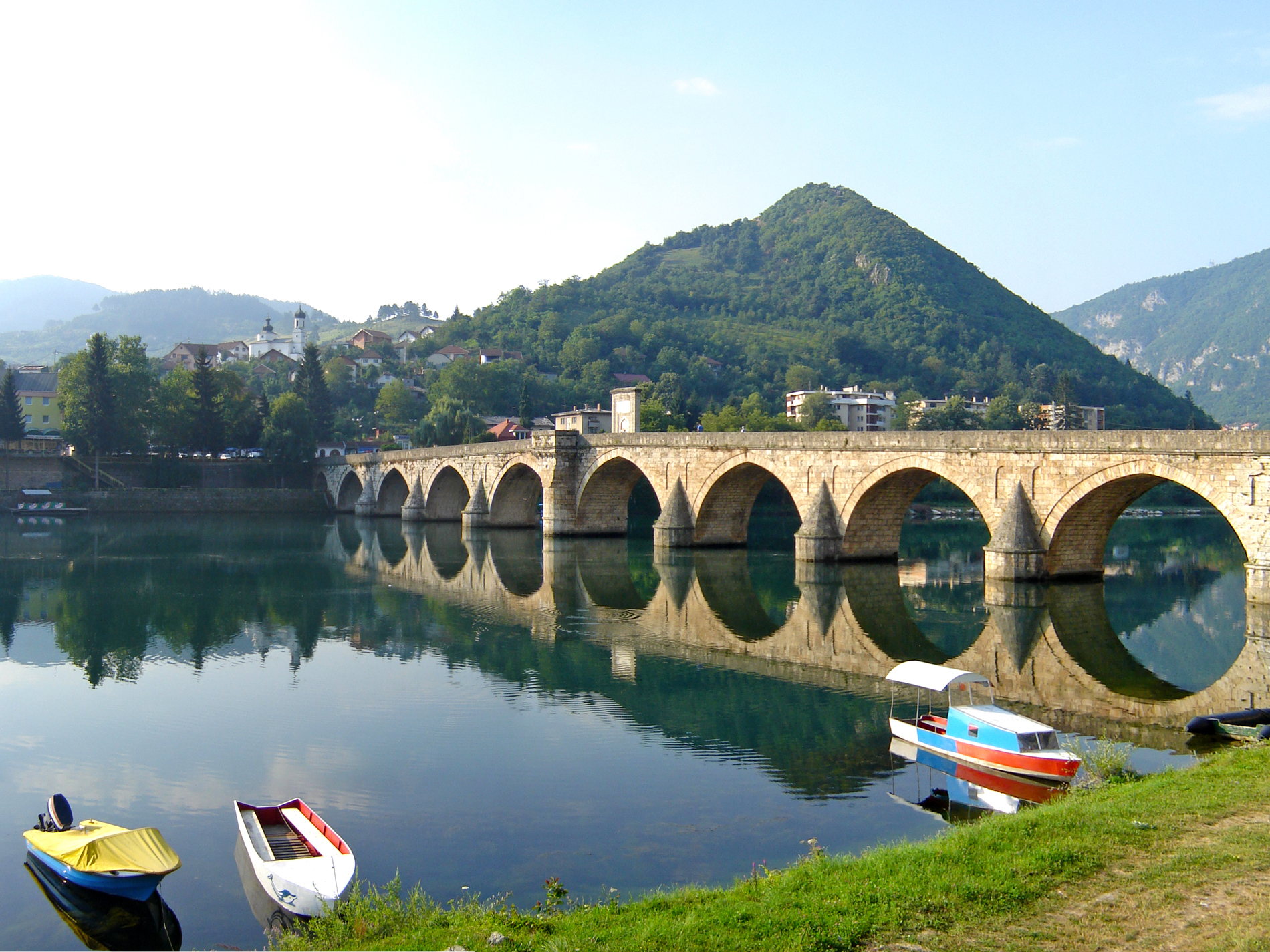
Višegrad város leghíresebb hídja a Drinán, Szokoli Mehmed pasa építtette 1571 és 1577 között